# Laura Melandri
Laura Melandri (Lugo, 31 gennaio 1995) è una pallavolista italiana, centrale del Bergamo 1991.

## Carriera

### Club
La carriera di Laura Melandri inizia nel 2008 quando entra a far parte della squadra giovanile della Teodora Casadio, mentre l'anno successivo è alle giovanili del Reggio Emilia.
Nel 2010 viene ingaggiata dal Bergamo, giocando per la formazione giovanile, mentre nell'annata successiva passa alla squadra che disputa la Serie B1, oltre ad ottenere qualche sporadica convocazione in prima squadra, in Serie A1, dove viene aggregata definitivamente per la stagione 2013-14.
Per il campionato 2015-16 si trasferisce nel River di Piacenza, per poi vestire la maglia del San Casciano nella stagione seguente, quella dell'Imoco nella stagione 2017-18, con cui vince lo scudetto, e quella della Pro Victoria nella stagione 2018-19, con cui si aggiudica la Challenge Cup.
Nell'annata 2019-20 fa ritorno nel club di Bergamo, sempre in Serie A1, mentre in quella successiva si trasferisce al Casalmaggiore. Rimane nella massima serie anche nella stagione 2021-22 con la maglia della Wealth Planet Perugia e in quella successiva con il ritorno a Casalmaggiore: poco dopo l'inizio del campionato 2023-24 firma per il Bergamo 1991.

### Nazionale
Durante la permanenza al club orobico fa parte delle nazionali giovanili italiane con cui vince la medaglia d'argento al campionato europeo under 18 2011 e quella di bronzo al campionato europeo under 19 2012, mentre nel 2015 ottiene le prime convocazioni in nazionale maggiore.

## Palmarès

### Club
- Campionato italiano: 1

2017-18
- Challenge Cup: 1

2018-19

### Nazionale (competizioni minori)
- Campionato europeo under 18 2011
- Campionato europeo under 19 2012
- Montreux Volley Masters 2018